# Nino Quevedo
Benigno Ángel Quevedo Gil, de sobrenom Nino Quevedo. (Madrid, 1929 - id. 24 de juliol de 2006) va ser un escriptor, guionista i director de cinema espanyol.
Va destacar en la seva primera pel·lícula, Goya, historia de una soledad en 1971 amb Paco Rabal i Marisa Paredes en la primera aproximació cinematogràfica a la figura del pintor Francisco de Goya i que va optar a la Palma d'Or en el 24è Festival Internacional de Cinema de Canes.
De la resta de la seva filmografia destaca la producció de La tía Tula en 1967, adaptació de l'obra de Pío Baroja, dirigida per Mario Picazo amb interpretació de Lola Gaos i Irene Gutiérrez Caba i Vivir Mañana en 1983 amb Pilar Bardem i Antonio Ferrandis entre d'altres. El 1987 va guanyar el Premi Hucha de Oro per Sola. Va morir als 77 a causa del parkinson.

## Filmografia
- Futuro imperfecto (1985)
- Vivir mañana (1983)
- Como la uña de la carne (1978)
- Suave, cariño, muy suave (1978)
- Silos, siglos (1977)
- Canción de la trilla (1975)
- Castilla eterna (1975)
- Oh tierra triste y noble (1975)
- Goya, historia de una soledad (1971)
- Crónica en negro y oro (1970)
- Caminos de Castilla (1968)
- Encuentro con Tolaitola. Toledo árabe (1968)
- Fiesta de nieve en Castilla (1968)
- Fiesta en el Sella (1968)
- Voz y silencio del Sella (1968)
- La busca (1967) com a productor

## Literatura
- Las noches sin estrellas (novel·la, 1961).
- Fuera de combate y otros relatos (narracions, 2001).
- La ciudad de barro y oro (novel·la, 2003), Premi Manzanares.[3]